# Kōzō Shioya
Kōzō Shioya (塩屋 浩三 Shioya Kōzō, Prefectura de Kagoshima, 18 de agosto de 1955) es un seiyū japonés. Entre otros roles, es reconocido por dar su voz al personaje de Dragon Ball Majin Boo. Es hermano del también seiyū Yoku Shioya. Actualmente está afiliado a Aoni Production.

## Roles interpretados

### Series de Anime
- Arbegas como Goro Kumai
- Arc the Lad como Demitas
- Bleach como Gesell
- Blue Drop como el padre de Michiko
- Code-E como Keisuke Ebihara
- Detective Conan como el Inspector Momose
- Digimon Xros Wars como Olegmon
- Dragon Ball como el Capitán Dock
- Dragon Ball GT como Majin Boo
- Dragon Ball Z como Majin Boo, Vodka y Guldo
- Dragon Ball Z: Tatta hitori no saishū kessen como Toteppo
- El Puño de la Estrella del Norte como Zarqa y Zaruka
- El Puño de la Estrella del Norte 2 como Asura
- Futari wa Pretty Cure como el Director
- GeGeGe no Kitarō (1985) como Abura-Sumashi
- GeGeGe no Kitarō (1996) como Konaki Jiji
- GeGeGe no Kitarō (2007) como Noderabou y Yuusaku Suzumura
- GeGeGe no Kitarō (2018) como Tantanbou
- Genji Tsūshin Agedama como PCro
- Ginga: Nagareboshi Gin como Chütora y Jaguar
- Golgo 13 como Nicholas Miller
- Hakaba Kitarō como Mononoke
- Gulliver Boy como Lee 5 Bai
- Hatara Kizzu Maihamu Gumi como Unchiku Daikaibara
- Highschool! Kimengumi como Koeru Tabuchi y Yutaka Konjou
- Himiko-den como el Rey de Kune
- Kodai Ōja Kyōryū King como Chūsei Tatsuno y Ieyasu Tokugawa
- Kokoro Library como el Sargento Momochi
- Kyatto Ninden Teyandee como Bonkaa, Wanko Inuyama y Wanko no Kami
- La leyenda del Zorro como Gonzáles y Moisés
- La maravillosa galaxia de OZ como Plante
- La pequeña Memole como George y Koronbasu
- Los Moomin como Emerald y el Genio
- Maple Town Monogatari como Otto
- Mobile Suit Gundam SEED como Al Jairi
- Mobile Suit Gundam ZZ como Mondo Agake, Bian, Magany y Saegusa
- Mobile Suit Zeta Gundam como Hayaii, Ramban Sqwarm, Roberto y Saegusa
- Mononoke como Tokuji
- Mujercitas como David
- Naruto como Jigumo
- Ninja Boy Rantaro como Hyougo Daisan-Kyoueimaru
- Noramimi como Pyon-Suke
- One Piece como Genzo, Pappagu y Edward Weeble
- One Piece: Especial de Nami como Genzo
- One Piece: La historia de detectives del jefe Luffy Sombrero de Paja como Genzo
- Ragna Crimson como Temruogtaf
- Saber Marionette J to X como Chuubee
- Saint Seiya Ω como Fly de Mosca
- Sally, la bruja (1989) como Akira
- Sengoku Basara como Yoshimoto Imakawa
- Shuffle! como Magnum Sakai
- Shūmatsu no Izetta como Schneider (ep 2-6, 9-11)
- Slam Dunk como Hasegawa Kazushi, Mutou Tadashi, Naitou Tetsuya, Nozomi Takamiya y Uekusa Tomoyuki
- Slayers como Noonsa
- Slayers EVOLUTION-R como Noonsa
- Slayers NEXT como Ashford y Rudo Balzac
- Super Dimensional Cavalry Southern Cross como el Doctor Paoin
- Toriko como Kuriboh
- Ultimate Muscle como Mayumi Kinniku
- Valkyria Chronicles como Georg Damon
- Voltron como Morikawa y Shota Kreuz
- Zone of the Enders como Laia

### OVAs
- Chôjikû seiki Ôgasu 02 como Perion
- Gundam Evolve como Robert
- Guyver como Tetsurō Segawa
- Kirameki Project como Matsushita
- Legend of the Galactic Heroes como Feodor Patrichev
- Madō King Granzort: Bōken-hen como Othello
- Sakura Taisen: Ecole de Paris como Jim Evian
- Shonan Bakusozoku como Jet Fujinami, Märchen Bartender y Satō
- Vixens como Daimajin
- Ys II como Jira
- Yu-Gi-Oh! (1998) como Omi
- Yu-Gi-Oh! 5D's como Garome

### Películas
- Bleach: Jigoku-hen como Taikon
- Dragon Ball Z: La batalla de los dioses como Majin Boo
- Fresh Pretty Cure!: Omocha no Kuni wa Himitsu ga Ippai!? como Toy Majin
- Gegege no Kitarō: ¡Expreso Yōkai! El tren fantasma como Konaki-jiji
- Gegege no Kitarō: El gran monstruo marino como Konaki-jiji
- Gegege no Kitarō: El Obake nocturno como Konaki-jiji
- Jungle Taitei (1997) como Minus
- Kinnikuman como Ukon
- Kinnikuman: Seigi Chōjin vs Kodai Chōjin como Haniwa Satan
- La pequeña Memole como Koronbasu
- Locke, El Superman de las Galaxias como Cain
- Mobile Suit Zeta Gundam: A New Translation como Roberto y Saegusa
- Precure All Stars DX3: Entrega el futuro! El arco iris ☆ La flor de color que conecta el mundo como Toy Majin
- Slam Dunk como Nozomi Takamiya
- Slam Dunk: Hoero Basketman Tamashii! Hanamichi to Rukawa no Atsuki Natsu como Nozomi Takamiya
- Slam Dunk: Shōhoku Saidai no Kiki! Moero Sakuragi Hanamichi como Nozomi Takamiya y Tetsuya Totsuka
- Slam Dunk: Zenkoku Seiha da! Sakuragi Hanamichi como Nozomi Takamiya

### Videojuegos
- Battle Stadium D.O.N como Majin Boo
- Dark Chronicle como el Maestro Utan y Poke (Ferdinand)
- Devil Kings 2 como Zabii
- Dragon Ball: Raging Blast como Majin Boo
- Dragon Ball: Raging Blast 2 como Majin Boo
- Dragon Ball GT: Final Bout como Majin Boo
- Dragon Ball Z: Battle of Z como Majin Boo
- Dragon Ball Z: Budokai como Majin Boo y Guldo
- Dragon Ball Z: Budokai 2 como Majin Boo
- Dragon Ball Z: Budokai 3 como Majin Boo
- Dragon Ball Z: Budokai Tenkaichi (1, 2 y 3) como Majin Boo y Guldo
- Dragon Ball Z: Hyper Dimension como Majin Boo
- Dragon Ball Z: Infinite World como Majin Boo
- Dragon Ball Z: Shin Budokai como Majin Boo
- Dragon Ball Z: Shin Budokai - Another Road como Majin Boo
- Dragon Ball Z: Supersonic Warriors como Majin Boo
- Dragon Ball Z: Tenkaichi Tag Team como Majin Boo
- Dragon Ball Z: Ultimate Battle 22 como Majin Boo
- Dragon Ball Z: Ultimate Tenkaichi como Majin Boo
- Kingdom Hearts II como Chien-Po
- Kinnikuman Generations como Mayumi Kinniku
- Kinnikuman Muscle Generations como Mayumi Kinniku
- Metal Gear Solid 3: Snake Eater como Nikita Khurshchev
- Super Dragon Ball Z como Majin Boo

### Doblaje
- Little Nemo: Adventures in Slumberland como Oompe